# Deinococcus radiophilus
Deinococcus radiophilus (Syn.: Micrococcus radiophilus) ist ein gegen ionisierende Strahlung immunes Bakterium. Es wurde etwa in den Kühlwassertanks von Kernreaktoren nachgewiesen und verwertet vermutlich dort vorhandene Materialien und Schwermetalle (Plutonium, Uran). Es ist strikt aerob und benötigt daher Sauerstoff. Nach einer Bestrahlung von zwei Megarad (20 Kilogray) konnte es 10.000 Brüche seiner DNA wiederherstellen. Im Vergleich dazu kann über denselben Zeitraum Escherichia coli nur 2 bis 3 Brüche in der DNA reparieren, auch stellen Doppelstrangbrüche keine große Gefahr für das Bakterium dar. Diese Fähigkeiten erreicht es über ein hochangepasstes Reparatursystem für seine DNA. Bisher wurden Experimente mit einem gentechnisch veränderten Stamm durchgeführt, der theoretisch radioaktive Schwermetalle wie Uran, Plutonium aus verseuchten Böden extrahieren könnte.